# Machmoed-Ali Kalimatov
Machmoed-Ali Maksjaripovitsj Kalimatov ( Ingoesj: Махьмуд-Iаьла Макшарипа Калиматнаькъан; Tsjemolgan, 9 april 1959), is een in de Kazachse Socialistische Sovjetrepubliek geboren Ingoesj-politicus en regeringsfunctionaris. Hij werd door de Russische president Vladimir Poetin op 26 juni 2019 benoemd tot waarnemend Hoofd van Ingoesjetië en werd verkozen tot hoofd van de republiek op 8 september 2019.

## Vroege leven en carrière
Machmoed-Ali Kalimatov werd op 9 april 1959 geboren in Tsjemolgan (het huidige Üşqonyr). Van april 1977 tot 1979 diende hij in de militaire dienst van de Sovjet-Unie, gevestigd in Oost-Duitsland.

### Onderwijs
In 1989 studeerde hij af aan de rechtenfaculteit van de Universiteit van Koejbysjev, en werkte hij in de Republiek voor Komsomol en de Communistische Partij van de Republiek Kazachstan van Koejbysjev.

### Wetgevende carrière
Sinds 1990, in dienst van de vervolgingsautoriteiten van de oblast Koejbysjev, begon hij als onderzoeker van het districtsparket. In augustus 1995 werd hij benoemd tot plaatsvervangend aanklager van het district Kirov van Koejbysjev, het huidige Samara.

#### Aanklager van Samara
In december 1996 werd hij benoemd tot aanklager van de regio Kirov van Samara. Van 1997-2003 werkte hij als Officier van justitie van Samara. Van januari 2003 tot augustus 2004 werkte hij als eerste plaatsvervangend aanklager van de oblast Samara.

#### Aanklager van Ingoesjetië
In augustus 2004 werd hij op bevel van de procureur-generaal van de Russische Federatie benoemd tot aanklager van de republiek Ingoesjetië.

#### Gouverneurskantoor in de oblast Samara
In 2007 leidde hij de leiding over de afdeling aan de gouverneur van de oblast Samara. Sinds 2012 werkte hij als adviseur van de gouverneur van de oblast Samara.

#### Hoofd van Ingoesjetië
Op 26 juni 2019 benoemde de Russische president Vladimir Poetin Kalimatov tot waarnemend hoofd van de republiek Ingoesjetië na het aftreden van Joenoes-bek Jevkoerov. Hij werd op 8 september 2019 door de Volksvergadering van de Republiek Ingoesjetië tot hoofd van Ingoesjetië verkozen door stemmen te ontvangen van 27 afgevaardigden van de 31 aanwezigen, waarbij hij zijn rivaliserende kandidaten Magomed Zoerabov en Oeroeschan Jevlojev versloeg.

## Familie
Kamilatov was getrouwd en had twee zonen. Kalimatov was de zwager van het voormalige hoofd van Ingoesjetië, Moerat Zjazikov, die de republiek leidde in 2002 - 2008. Hij had twee broers, Alichan Kalimatov en Magomed-Basjir Kalimatov. Alichan (1969-2007) was een medewerker van de operationele onderzoeksafdeling van de dienst voor de bescherming van het constitutionele stelsel en de strijd tegen het terrorisme van de Federale Veiligheidsdienst, een luitenant-kolonel. Hij werd postuum onderscheiden met Held van de Russische Federatie, nadat hij stierf tijdens beschietingen door onbekende personen in 2007. Magomed-Basjir (geboren in 23 februari 1958) was de directeur van het Bureau van de Federale Postdienst van de Russische Federatie voor de republiek Ingoesjetië. Voorheen was hij het hoofd van de gemeente Ordzjonikidzevskaja.

## Onderscheidingen
- Eremedewerker van het parket van de Russische Federatie